# René Drèze
René Drèze (Laken, 15 augustus 1915 - Schaarbeek, 4 oktober 1963) was een Belgisch politicus.

## Levensloop
Tijdens zijn studies aan de ULB was hij voorzitter van de Cercle des étudiants wallons', waar hij diverse sprekers uitnodigde en de neutraliteitspolitiek van België bestreed. Van bij het begin van de vijandelijkheden tussen Frankrijk en Duitsland in de jaren 1930, werkte hij samen met de Franse hulporganisaties, waar hij ook Valère Passelecq ontmoette.
Als doctor in de rechten, liep hij stage bij liberaal politicus Albert Devèze en werd vervolgens advocaat. Tijdens de Tweede Wereldoorlog trad hij toe tot het Verzet. Na de oorlog werd hij secretaris van de Unitaire Liberale Partij en verkozen tot gemeenteraadslid van Schaarbeek. Bovendien zetelde hij van 1949 tot 1950 en van 1958 tot aan zijn dood in 1963 voor het arrondissement Brussel in de Kamer van volksvertegenwoordigers. Om de voorstellen van het Centrum Harmel te steunen, legde hij in 1950 een wetsvoorstel neer tot instelling van een volksraadpleging over het federalisme, samen met Maurice Destenay, René Dupriez en René Lefebvre.
Hij nam als militant van de Waalse Beweging ook deel aan het Waals Nationaal Congres van 1945. In het kader van het Waals Actiecomité organiseerde hij tevens een commissie over de rol van Brussel in een toekomstige federale staat. In deze commissie zetelden onder meer Marcel-Hubert Grégoire, Eugène Pauly, Edmond Donis en René Bourgeois. In 1963, zijn laatste levensjaar, was hij eveneens voorzitter van het Beneluxparlement. Van 1958 tot 1963 was hij tevens ondervoorzitter van de Liberale Partij en vervolgens de PLP.

## Bron
- Encyclopédie du Mouvement Wallon